# Török Rezső
Török Rezső, 1919-ig Spitzer Rezső (Budapest, Józsefváros, 1895. december 12. – Budapest, 1966. november 7.) magyar író, újságíró, regényíró, forgatókönyvíró, színpadi szerző.

## Életpályája
Spitzer Mór ruhakereskedő és Weisz Anna fia. Előbb hivatalnok volt, majd vidéken színészkedett. 1915-ben bevonult katonának. 1916-tól újságírással foglalkozott. Rendkívül termékeny, népszerű regényíró, színpadi szerző volt. Humoros regényeivel is sikert aratott. Több mint száz egyfelvonásosát, zenés vígjátékát, operettjét külföldön is sikerrel játszották.
A zsidótörvények következtében néhány év hallgatásra ítélték. A második világháború után folytatta írói tevékenységét.
Első házastársa Péczely Margit (1897–1969) volt, akivel 1919. május 18-án Budapesten, a Ferencvárosban kötött házasságot. 1953-ban elváltak. Második felesége (1953-tól) Weller Erzsébet volt.

## Főbb művei

### Színműíróként
- A 72-es őrház (vígjáték, 1925)
- Juhászlegény, szegény juhászlegény (énekes játék, 3 felvonásban, társszerző: Magyar László, bemutató: 1927)
- Huszárfogás (operett 3 felvonásban, társszerző: Harmath Imre, zenéjét szerezte: Vincze Zsigmond)
- A meztelen ember (1927)
- Ida regénye (színmű Gárdonyi Géza regényéből, Budapest, 1929)
- Két lány az utcán (1929)
- Borcsa Amerikában (színmű és film, Emőd Tamással, Budapest, 1929)
- A harapós férj (zenés játék, 3 felvonásban, társszerző: Emőd Tamás, bemutató: 1931)
- Ipafai lakodalom (társszerző: Emőd Tamás, zenéjét szerezte: Komjáthy Károly, 1931)
- Fizessen nagysád (társszerző: Emőd Tamás, 1932)
- Csipetke (zenéjét szerezte: Fényes Szabolcs, 1933)
- Pityu (1935)
- A szegény ördög (zenés színjáték, társszerző Emőd Tamás, zeneszerző Komjáthy Károly, 1935)
- Vők iskolája (zenés játék többekkel, bemutató: Fővárosi Operettszínház, 1958)

### Kötetei
- Juhászlegény, szegény juhászlegény... Énekes magyar játék; zenéjét szerezte Magyar László; Kókai, Bp., 1935 (Fővárosi és vidéki színházak műsora)
- A férfi mind őrült. Regény; Rózsavölgyi és Tsa, Bp., 1935
- Péntek Rézi. Regény; Nova, Bp., 1937
- Vadevezős. Regény; Nova, Bp., 1937
- Nehéz ma férjhez menni. Regény; Nova, Bp., 1939
- Az önző lány. Regény; Nova, Bp., 1939
- Jó házból való tanársegéd. Regény; Nova, Bp., 1939 (hasonmásban: 1989)
- Puszipajtás. Regény; Nova, Bp., 1940
- A sötét huszár és a többiek. Víg komédiák, meg egyéb jókedvű írások; Nova, Bp., 1940
- A feleség is ember. Regény; Nova, Bp., 1941
- Vannak még férfiak. Regény; Nova, Bp., 1941 (hasonmásban: 1990)
- A férjnek nem szabad. Regény; Nova, Bp., 1942
- Garas nélkül. Regény, 1-2; Nova, Bp., 1942
- D. N. C. (Dolgozó Nők Clubja); Nova, Bp., 1943
- Csaló csillagok. Versek, 1923–43; Nova, Bp., 1943
- Enyv és szappan. Regény; Nova, Bp., 1945
- Mister Egyenes itthon nősül. Regény; Nova, Bp., 1946
- Békebeli béke. Regény; Nova, Bp., 1947
- Cynthus felesége. Regény; Nova, Bp., 1947
- Az elúszott sziget. Fantasztikus regény; ill. Csergezán Pál; Móra, Bp., 1963

### Filmforgatókönyv
- A férfi mind őrült (1937, Vitéz Miklóssal)